# Teppam

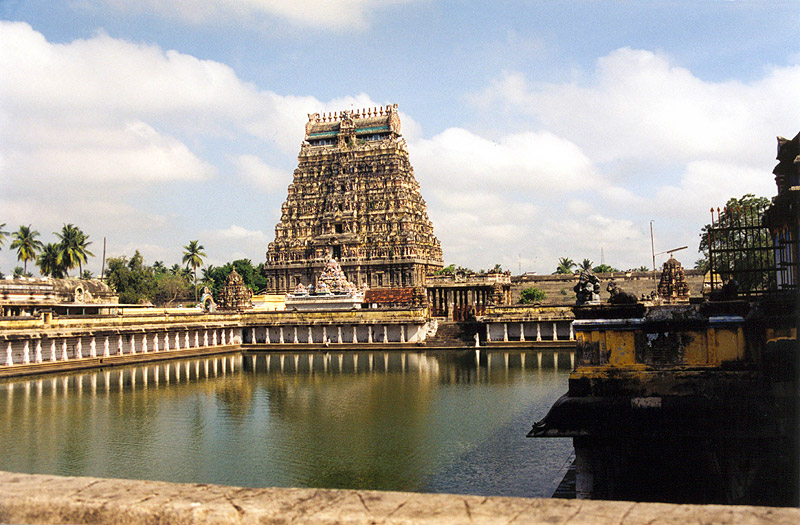
Teppam na terenie świątyni w Chidambaram

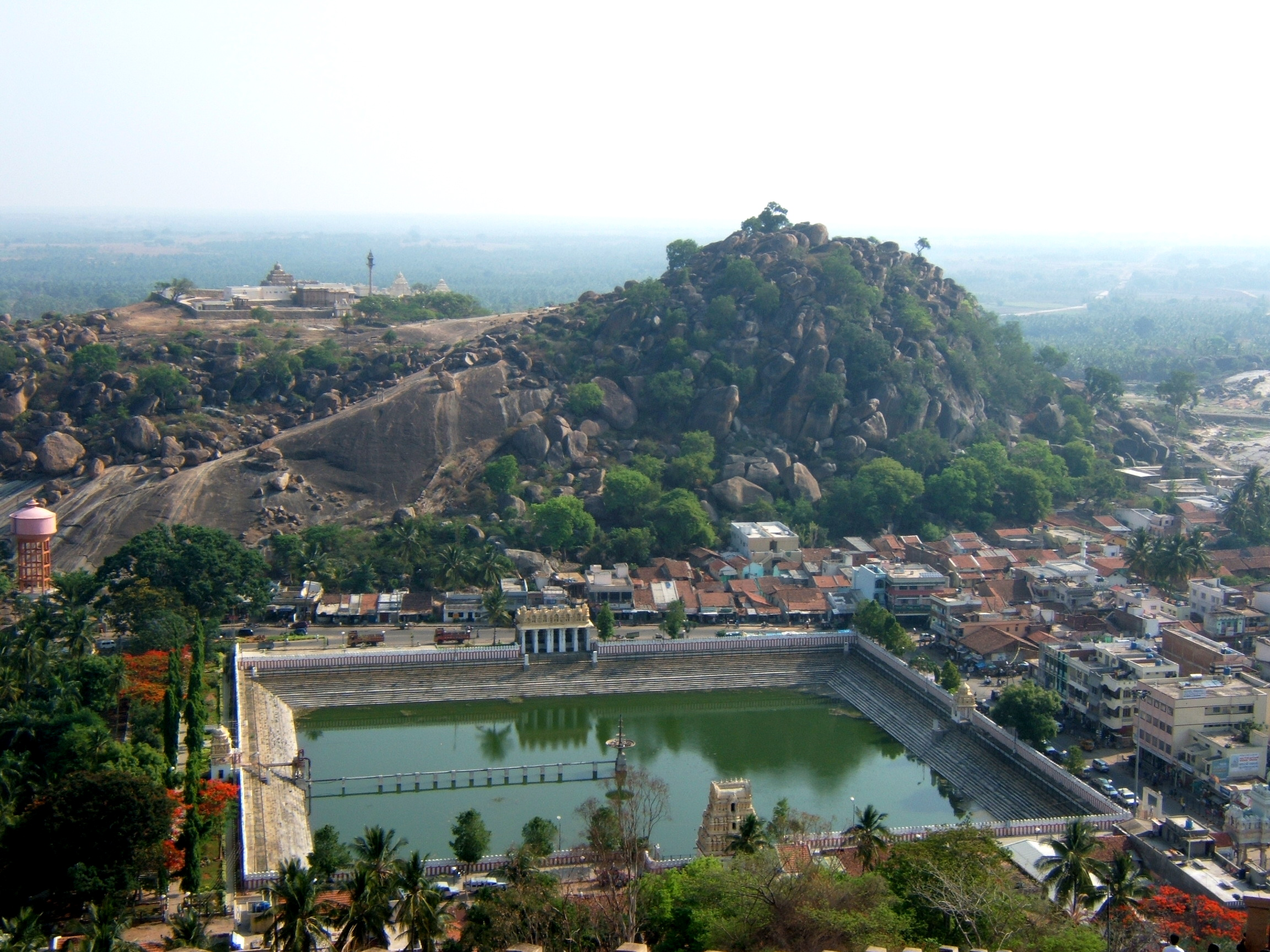
Teppam w Shravanabelagola

Teppam – w południowoindyjskich świątyniach zbiornik wodny służący do rytualnych ablucji. W celu ułatwienia schodzenia do wody otoczony jest stopniami.